# Paternostererbse
Die Paternostererbse (Abrus precatorius), auch Paternosterbohne oder Krabbenaugenwein genannt, ist eine Pflanzenart aus der Gattung innerhalb der Familie der Hülsenfrüchtler (Fabaceae). Diese Giftpflanze ist als Neophyt in den gesamten Tropen verbreitet und stammt vermutlich aus Indien.

## Beschreibung

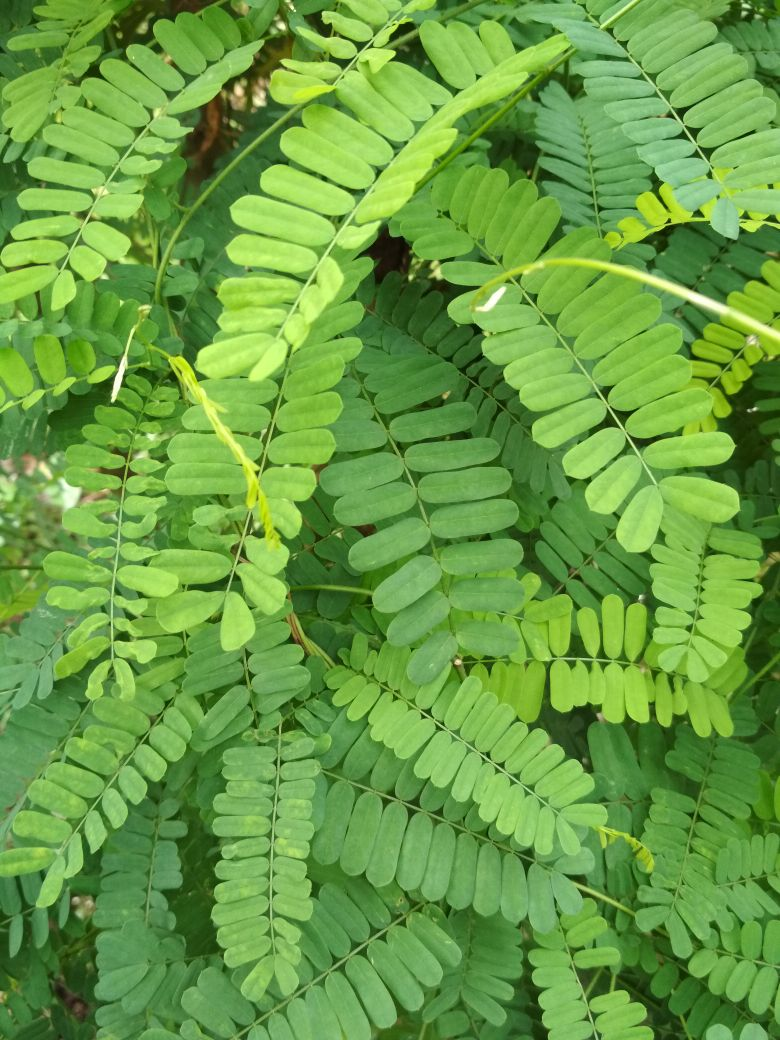
Unpaarig gefiederte Laubblätter

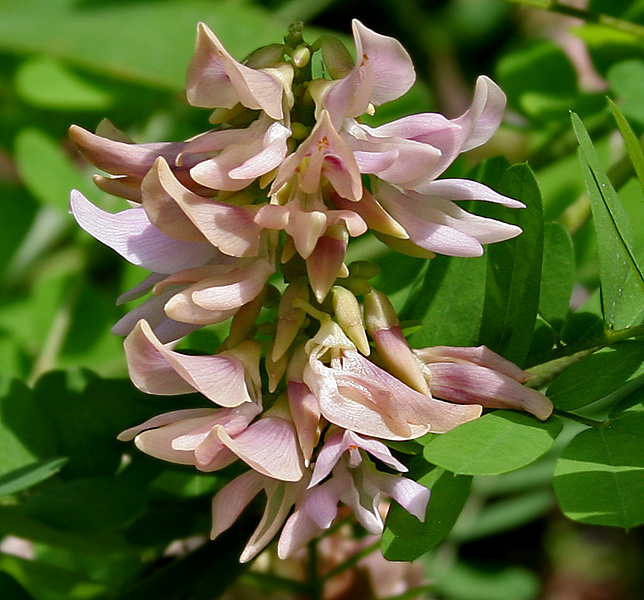
Blütenstand mit zygomorphen Blüten im Detail

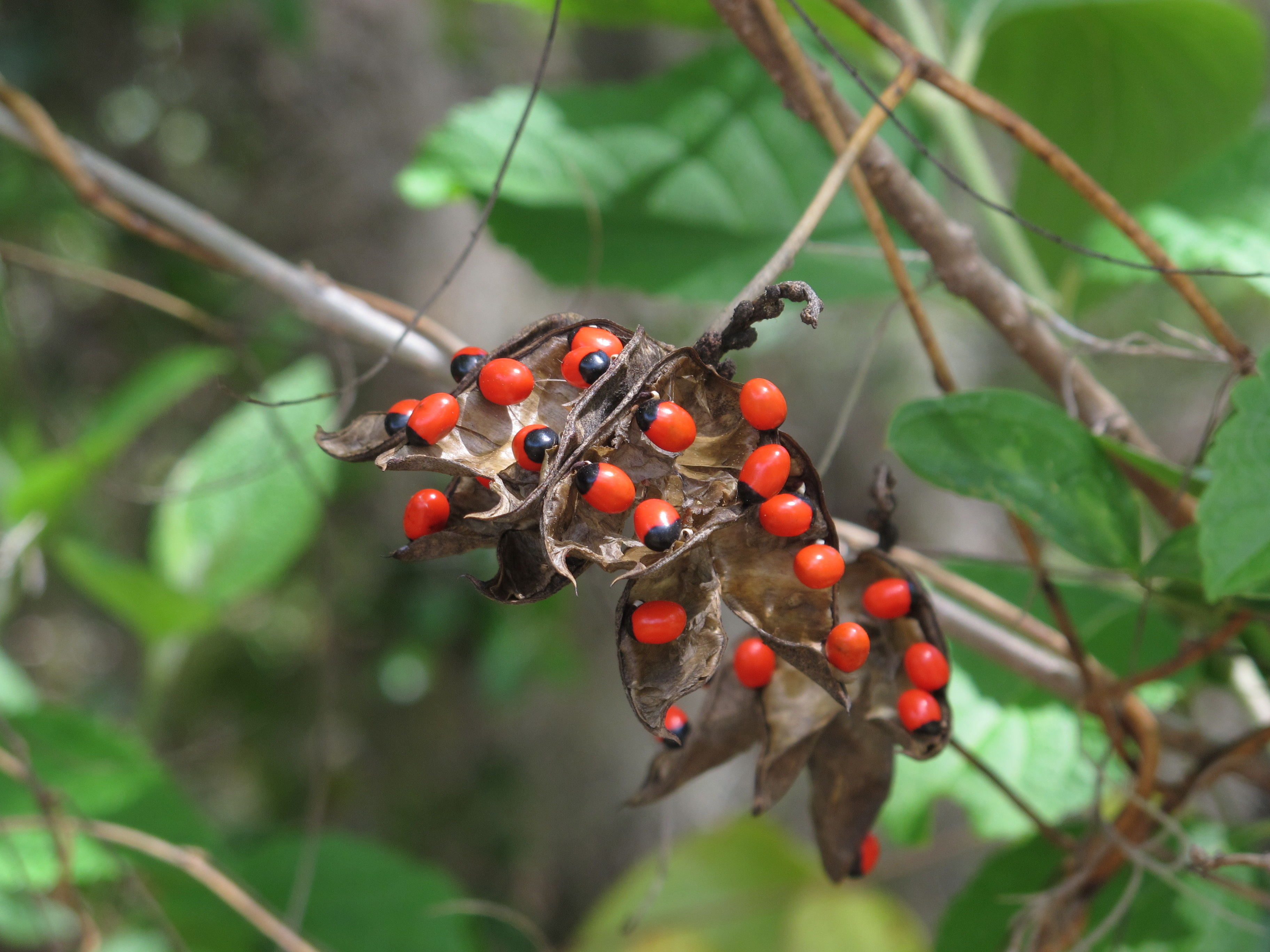
Geöffnete Früchte und Samen

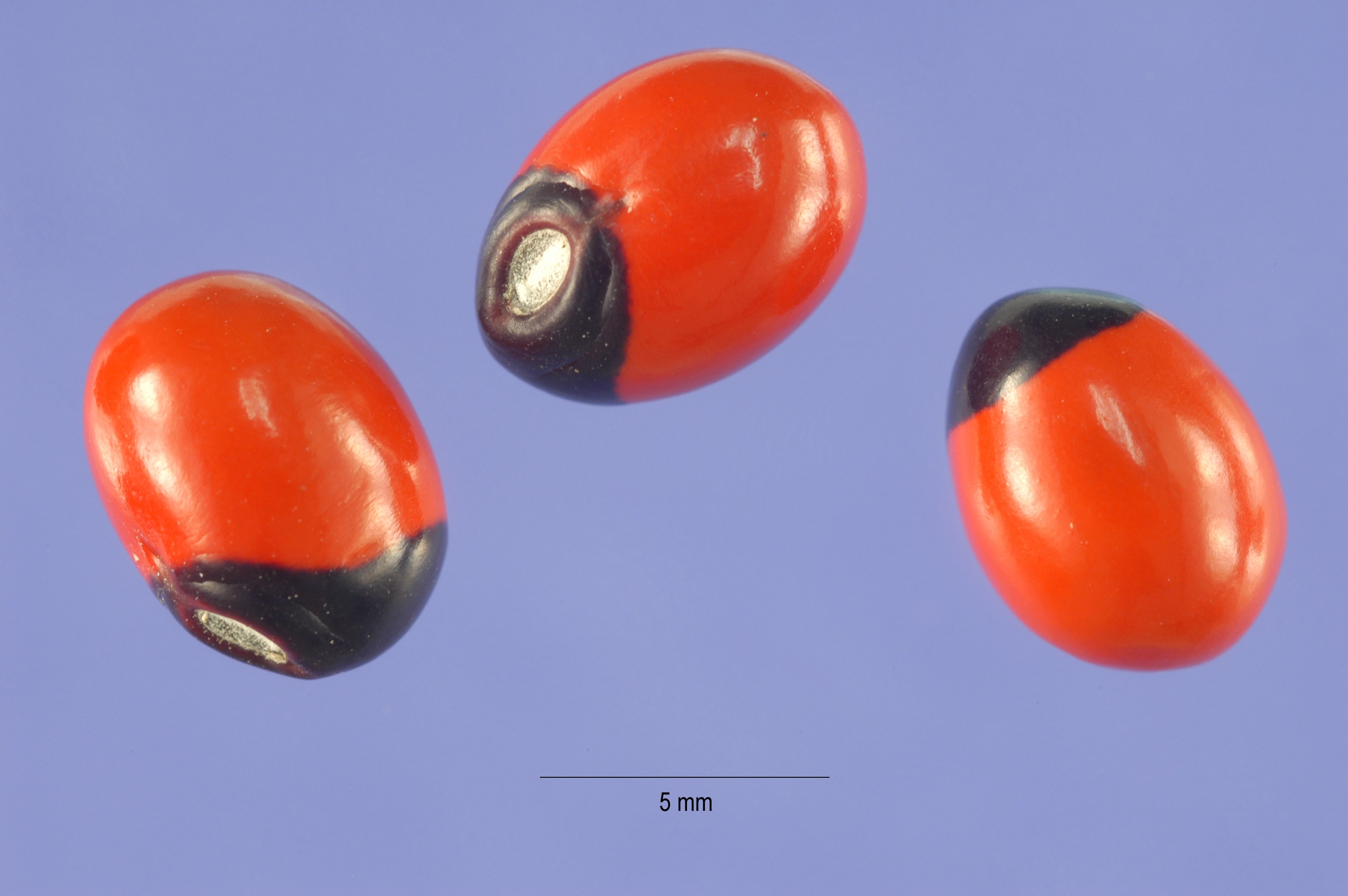
Samen, die Paternostererbsen genannt werden

### Vegetative Merkmale
Abrus precatorius wächst als ausdauernde, verholzende und laubabwerfende, rankende Pflanze und erreicht Wuchshöhen von bis zu 6 bis 10 Meter. Abrus precatorius wächst schlank und ist dicht belaubt.
Die wechselständig angeordneten Laubblätter sind in Blattstiel und -spreite gegliedert. Der Blattstiel ist relativ kurz. Die 5 bis 15 cm lange Blattspreite ist paarig gefiedert und aus vielen Fiederblättchen zusammensetzen. Die relativ kleinen, dünnledrigen und ganzrandigen Fiederblättchen sind länglich bis eiförmig mit gerundetem sowie feinstachelspitzigem oberen Ende. Die Blättchen sind unterseits leicht behaart. Die rinnige Rhachis endet in einer kleinen Borste. Es sind kleine, oft abfallende Nebenblätter ausgebildet.

### Generative Merkmale
In den Blattachseln befinden sich lange Blütenstandsschäfte. Die kurz gestielten befinden sich in traubigen Blütenständen. Die Blüten befinden sich über Trag- und Deckblättern.
Die relativ kleinen Blüten sind zygomorph mit doppelter Blütenhülle. Der gestutzte, etwas seidig behaarte, becherförmige und grünliche, kleine Kelch ist nur schwach gelappt. Die fünf weißen bis blass-purpur- oder rosafarbenen Kronblätter stehen der Form der Schmetterlingsblüten zusammen. Es sind nein einbrüderig verwachsene Staubblätter vorhanden. Der Fruchtknoten ist fein behaart, mit einem kurzen Griffel.
Die relativ kleinen, ledrigen, fein seidig behaarten und teils wärzlichen Hülsenfrüchte sind bei einer Länge von 2,5 bis 4 Zentimetern etwas aufgedunsen, bespitzt und enthalten zwei bis sieben Samen. Die glatten, glänzenden, harten und meist zweifarbigen, meist rot-schwarzen Samen sind bei einer Länge von 5 bis 8 Millimetern rundlich bis ellipsoid oder eiförmig. Die geöffneten Früchte bleiben noch längere Zeit am Pflanzenexemplar und die Samen hängen dann heraus.
Die Chromosomenzahl beträgt 2n = 22.

## Taxonomie
Die Erstveröffentlichung von Abrus precatorius erfolgte 1767 durch Carl von Linné in Systema Naturae ... 12. Auflage, Band 2, Seite 472. Synonyme für Abrus precatorius L. sind: Abrus maculatus Noronha, Abrus pauciflorus Desv., Glycine abrus L., Orobus americanus Mill., Zaga latifolia Raf., Zaga parvifolia Raf.

## Verwendung
In Europa sind vor allem die Samen (Abri precatorii semen) bekannt. Sie sind hart, glatt und glänzend. Sie sind von scharlachroter Farbe und im oberen Drittel schwarz; selten sind sie weiß oder schwarz-weiß. Diesem Umstand verdanken sie ihren Namen „Gebetsperlen“ und ihre Verwendung für Rosenkränze und andere Gebetsketten in christlichen und buddhistischen Kulturen. In weiten Teilen Indiens werden sie als „Rati“ bezeichnet und zum Abwiegen von Gold verwendet, da das Gewicht eines Samens etwa einem Karat entspricht (daher der Name). Das Gewicht des Koh-i-noor-Diamanten wurde mit Hilfe derartiger Samen ermittelt. Diese Früchte enthalten das hochgiftige Protein Abrin. Vor allem durch die zunehmende Verbreitung von Naturschmuck aus Paternostererbsen stellt dieses Gift eine Bedrohung dar. Außerdem wird der Strauch als Zierpflanze verwendet.
Die Samen von Abrus precatorius werden traditionell in den botanischen Stammgebieten als Gewichte und Materialien für Schmuck verwendet. Im alten Indien dienten sie als Gewichte (siehe auch Indische Maße und Gewichte). Ähnlich, aber größer, sind die Samen von Ormosia coccinea oder Calia secundiflora, auch die roten Samen von Adenanthera pavonina wurden ähnlich verwendet.

## Giftigkeit
Alle Pflanzenteile gelten als giftig, aber besonders die Samen.
Schon eine einzige, rohe „Erbse“ kann tödlich sein. Die Samen enthalten das hochgiftige Abrin, ein Toxalbumin, das in seinen toxischen Eigenschaften dem aus Ricinussamen stammenden Ricin ähnelt und auch den Schlangengiften ähnlich wirkt. Sie werden eben deshalb auch medizinisch verwendet.
Das Gift wird jedoch durch Hitze zerstört, die Samen sind daher gut gekocht essbar.
Beim Tragen als Schmuckkette an Hals oder Handgelenk kann davon ausgegangen werden, dass selbst beim Schwitzen toxische Inhaltsstoffe nicht freigesetzt werden und somit keine Vergiftungsgefahr besteht. Reife Samen, die unzerkaut geschluckt werden, passieren den Magen-Darm-Trakt, ohne toxisches Abrin freizugeben, und werden wieder ausgeschieden. Daher ist für das Verschlucken reifer, intakter Samen keine Vergiftungsgefahr anzunehmen.
Das Verschlucken unreifer Samen mit noch weicher (durchlässiger) Schale kann schwere Vergiftungen verursachen. Die in Schmuckketten enthaltenen Paternostererbsen sind zum Auffädeln durchbohrt worden. Wenn an solchen Ketten gekaut oder gelutscht wird, kann auf Grund der Verletzung der harten Schale das in den Samen enthaltene Abrin freigesetzt werden und zu Vergiftungen führen. Darüber hinaus können Samen der Paternostererbse auch in Pfeffermischungen vorkommen, die etwa in bei deutschen Touristen beliebten Reiseländern auf Basaren erhältlich sein können. Dort können die Samen aufgrund ihrer optischen Verwechselbarkeit fälschlicherweise beigemischt worden sein.